# Peugeot EX1 Concept
De Peugeot EX1 Concept is een conceptauto gemaakt door het Franse automerk Peugeot. De EX1 Concept is een tweezitter aangedreven door twee elektromotoren.

## Algemeen
De EX1 Concept is gemaakt om de viering van het 200-jarig bestaan van Peugeot luister bij te zetten. De druppelvorm van de auto, waarbij de achterwielen dicht bij elkaar staan, en de elektrische aandrijving maken dit tot een concept dat waarschijnlijk niet in productie zal worden genomen.
In productie: 208 · e-208 · 301· 308 · 508 · 1007 · 2008 · 3008 · 5008 · Boxer · Expert · Partner

Niet meer geproduceerd: 104 · 106 · 107 · 108 · 
201 · 202 ·
203 · 204 ·
205 ·
206 · 206 CC ·
207 · 207 CC ·
301 · 302 ·
304 · 305 · 306 · 307 · 309 · 
401 · 402 · 
403 · 404 · 405 · 406 · 407 · 4007 ·
504 · 505 · 
604 · 605 · 607 · 
806 · 807 · iOn · 
J4 · J5 · J7 · J9 · Bipper ·
D3A · D4A · RCZ

Prototypes: 907 · 908 RC · 916 · Proxima · Oxia · EX1 · e-Legend

Historische modellen: Type 1 · Type 2 · Type 3 · Type 4 · Type 5